# 103770 Wilfriedlang
103770 Wilfriedlang este un asteroid din centura principală de asteroizi.

## Descriere
103770 Wilfriedlang a fost descoperit pe 26 februarie 2000 la Drebach de Jens Kandler și Gerhard Lehmann. Asteroidul prezintă o orbită caracterizată de o semiaxă mare de 3,14 ua, o excentricitate de 0,13 și o înclinație de 16,6° în raport cu ecliptica.